# 730
730 (DCCXXX) fue un año común comenzado en domingo del calendario juliano, en vigor en aquella fecha.

## Acontecimientos
- El emperador León III del Imperio bizantino, ordena la destrucción de todos los iconos. Comienzo del primer periodo iconoclasta.
- Sobre este año los árabes fundan la localidad de Alcantarilla, en la actual región de Murcia, como lugar de paso hacia Al-Ándalus. Por aquí ya pasaba una antigua calzada romana que llevaba hacia la ciudad costera romana de Cartago Nova.

## Nacimientos
- Geroldo de Anglachgau, noble y militar alemán.

## Fallecimientos
- Hugo de Rouen, noble y religioso franco.